# Crime Pays
Crime Pays – szósty studyjny album amerykańskiego rapera Cam’rona. Został wydany 12 maja, 2009.
Album zadebiutował na 3. miejscu notowania Billboard 200, sprzedając się w ilości 45 000 egzemplarzy w pierwszym tygodniu.

## Lista utworów
1. "Crime Pays" (Intro) (2:32)
2. "Cook'n up" (4:03)
3. "Where I Know You From" (4:03)
4. "Fuck Cam" (skit) (1:24)
5. "Never Ever" (3:30)
6. "Curve" (3:43)
7. "Silky (No Homo)" (feat. Lady Lodi) (3:20)
8. "Get It In Ohio" (4:23)
9. "Who" (3:43)
10. "Grease" (skit) (2:10)
11. "You Know What's Up" (feat. C.O. & Sky-Lyn) (3:16)
12. "Spend the Night" (feat. Lady Lodi) (4:03)
13. "Fuck Cam #2" (skit) (1:12)
14. "Woo Hoo" (feat. 40 Cal. & Byrd Lady) (3:50)
15. "Chalupa" (4:01)
16. "Cookies-n-Apple Juice" (feat. Byrd Lady & Skitzo) (3:55)
17. "My Job" (3:47)
18. "Homicide" (3:43)
19. "Fuck Cam #3" (skit) (0:50)
20. "Got It for Cheap" (feat. Skitzo) (4:11)
21. "Get It Get It" (feat. Skitzo) (3:14)
22. "Bottom of the Pussy" (3:16)
23. "Fuck Cam #4" (skit) (1:13)

## Sample
- "Silky (No Homo)"
  - "Groove Me" – King Floyd
- "Curve"
  - "For You" – Manfred Mann’s Earth Band
- "Spend the Night"
  - "Escape" - Kay Cee
- "My Job"
  - "Just A Little Misunderstanding" – The Contours
- "Where I Know You From"
  - "Get Ya Mind Right" – Young Jeezy

## Notowania
| Notowania (2009)            | Najwyższa pozycja |
| --------------------------- | ----------------- |
| U.S. Billboard 200          | 3                 |
| U.S. Top Rap Albums         | 1                 |
| U.S. Top R&B/Hip-Hop Albums | 1                 |